# Java Platform, Standard Edition

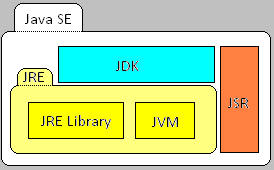
JavaSE Software Architecture

J2SE hay Java 2 Standard Edition  vừa là một đặc tả, cũng vừa là một nền tảng thực thi (bao gồm cả phát triển và triển khai) cho các ứng dụng Java. Nó cung cấp các API, các kiến trúc chuẩn, các thư viện lớp và các công cụ cốt lõi nhất để xây các ứng dụng Java. Mặc dù J2SE là nền tảng thiên về phát triển các sản phẩm chạy trên máy tính để bàn nhưng những tính năng của nó, bao gồm phần triển khai ngôn ngữ Java lớp gốc, các công nghệ nền như JDBC để truy vấn dữ liệu... chính là chỗ dựa để Java tiếp tục mở rộng và hỗ trợ các thành phần mạnh mẽ hơn dùng cho các ứng dụng hệ thống quy mô xí nghiệp và các thiết bị nhỏ.
J2SE gồm 2 bộ phận chính là:
- Java 2 Runtime Environment, Standard Edition (JRE)

Môi trường thực thi hay JRE cung cấp các Java API, máy ảo Java (Java Virtual Machine hay JVM) và các thành phần cần thiết khác để chạy các applet và ứng dụng viết bằng ngôn ngữ lập trình Java. Môi trường thực thi Java không có các công cụ và tiện ích như là các trình biên dịch hay các trình gỡ lỗi để phát triển các applet và các ứng dụng.
- Java 2 Software Development Kit, Standard Edition (SDK)

Java 2 SDK là một tập mẹ của JRE, và chứa mọi thứ nằm trong JRE, bổ sung thêm các công cụ như là trình biên dịch (compiler) và các trình gỡ lỗi (debugger) cần để phát triển applet và các ứng dụng.
Tên J2SE (Java 2 Platform, Standard Edition) được sử dụng từ phiên bản 1.2 cho đến 1.5. Từ "SE" được sử dụng để phân biệt với các nền tảng khác là Java EE và Java ME. "2" ban đầu vốn được dùng để chỉ đến những thay đổi lớn trong phiên bản 1.2 so với các phiên bản trước, nhưng đến phiên bản 1.6 thì "2" bị loại bỏ.
Phiên bản được biết đến tới thời điểm hiện tại là Java SE 6 (hay Java SE 1.6 theo cách đặt tên của Sun Microsystems) với tên mã Mustang.